# Christine Elise
Christine Elise McCarthy (Boston, Massachusetts, 12 de febrero de 1966) es una actriz estadounidense de cine y televisión. Es más conocida por su papel de Kyle Simpson en la franquicia de películas Child's Play y por su papel de Emily Valentine en Beverly Hills, 90210. 
.

## Filmografía seleccionada
Cine y televisión 
- Baywatch (1989)
- Chucky: el muñeco diabólico 2 (1990)
- Doctor en Alaska, T3E3 Oh Naturaleza (1991)
- In the Heat of the Night (1991-1993)
- Beverly Hills, 90210 (1991-1994)
- Boiling Point (1993)
- Body Snatchers (1993)
- A League of Their Own (1993)
- ER Temporada 2, (1995-1996)
- L.A. Firefighters (1996-1997)
- Vanishing Point (1997)
- Charmed (2005) 1 episodio - Miss Diane
- Prom (2011)
- El culto de Chucky (2017)
- Chucky la serie (2021)